# Саткунайское староство
Саткунайское староство (лит. Satkūnų seniūnija) — одно из 10 староств Ионишкского района, Шяуляйского уезда Литвы. Административный центр — деревня Саткунай.

## География
Расположено в Земгальской низменности на севере Литвы, в северной части Ионишкского района.
Граничит с Скайстгирским староством на западе, Ионишкским — на юго-западе и юге, Саугелаукским — на востоке и юго-востоке, Сесавской волостью Елгавского края Латвии — на северо-востоке, а также Вилцской и Элейской волостями Елгавского края Латвии — на севере.

## Население
Саткунайское староство включает в себя 31 деревню.